# انگشت‌گز
اَنگُشت‌گَز حشره‌ای است از راسته نیم‌بالان که بزرگ‌ترین حشره در این راسته می‌باشد. انگشت‌گز حشره‌ای شکارچی و مکنده است که در برکه‌ها و دریاچه‌ها به کمین می‌نشیند و انگشت پای عابران را گاز می‌گیرد. انگشت‌گز آنزیم‌های قدرتمندی به طعمه تزریق کرده و آن‌ها را می‌کشد. گاز این حشره از دردناک‌ترین تجربه‌ها است و این حشره از قاتلان بچه‌ماهی‌ها به‌شمار می‌آید.
خانواده‌ای که انگشت‌گز به آن تعلق دارد زوبین‌دهانان Belostomatidae نامیده شده است.
اندازه آن‌ها بسته به گونه از ۲ تا ۱۲ سانتی‌متر است. انگشت‌گزها در بیشتر نقاط جهان زندگی می‌کنند اما بیشتر گونه‌های آن‌ها در آمریکای شمالی، آمریکای جنوبی، شمال استرالیا و آسیای شرقی دیده می‌شود. انگشت‌گز در تایلند از خوراکی‌های محبوب است.